# Робер, Жан-Марк
Робер, Жан-Марк (1 апреля 1954 — 25 марта 2013, Jean-Marc Roberts) — французский писатель, критик и сценарист.

## Биография
Родился в Париже.
Первый роман писателя «Суббота, воскресенье и праздники» (1972) был напечатан, когда его автору исполнилось семнадцать лет. Роман «Чужие дела» (1979) был отмечен премией Ренодо. Снятый по этой книге фильм получил премию Деллюк. Жан-Марк Робер является также автором книг «Дети фортуны», «Беспокойный сон», «Вылитый портрет» и др.

## Сочинения
- Samedi, dimanche et fêtes, Le Seuil, 1972. Prix Fénéon 1973
- Baudelaire et les voleurs, Julliard, 1973.
- Le Sommeil agité, Le Seuil, 1977.
- Les Enfants de fortune, Le Seuil, 1978.
- Affaires étrangères, Le Seuil, 1979. Prix Renaudot 1979
- L’Ami de Vincent, Le Seuil, 1982.
- Portrait craché, Le Seuil, 1983.
- Méchant, Le Seuil, 1985.
- Mon père américain, Le Seuil, 1988.
- L’Angoisse du tigre, Le Seuil, 1990.
- Les Seins de Blanche Neige, Grasset, 1993.
- Affaires personnelles, Grasset, 1996.
- Monsieur Pinochio, Julliard, 1998.
- Un début d’explication, Le Seuil, 2000.
- Une petite femme, Grasset, 2000.
- Toilette de chat, Le Seuil, 2003.
- Les Bêtes curieuses, réédition, Balland, 2003.
- Je te laisse, Le Seuil, 2004.
- Cinquante ans passés, Grasset, 2006.
- La Prière, Flammarion, 2008.
- François-Marie, Gallimard, 2011.

## Переводы на русский язык
- Чужие дела. Перевод с французского Нины Кудрявцевой. Предисловие Ларисы Васильевой. М.: Известия, 1985.- 160 с.